# Retorn al futur 2
Retorn al futur 2 (títol original en anglès: Back to the Future Part II) és una pel·lícula estatunidenca de ciència-ficció de 1989, la segona part de la trilogia Back to the Future. Va ser dirigida per Robert Zemeckis i interpretada per Michael J. Fox, Christopher Lloyd, Thomas F. Wilson i Lea Thompson, entre d'altres. El guió reprèn els esdeveniments de la primera part de la trilogia, on els protagonistes viatgen al passat utilitzant una màquina del temps construïda en un automòbil DeLorean. En aquesta entrega, Marty McFly i el doctor Emmett Brown "Doc" pretenen viatjar al 2015 per impedir que el fill de McFly acabi a la presó, però això permetrà a Biff Tannen robar la màquina del temps i viatjar a 1955 per alterar la història i convertir-se en milionari.
Aquesta segona entrega comptà amb un pressupost de 40 milions de dòlars i va ser filmada conjuntament amb la tercera part que va estrenar-se un any després. El rodatge va començar el febrer de 1989 després de dos anys de preparació i va utilitzar tècniques innovadores d'efectes especials com la composició digital, per permetre al mateix actor interpretar dos papers de forma simultània en una seqüència. Els actors Crispin Glover i Claudia Wells no van tornar per interpretar els seus personatges de la pel·lícula original, motiu pel qual el guió es va modificar sensiblement.
Retorn al futur 2 va estrenar-se als Estats Units el 22 de novembre de 1989, distribuïda per Universal Pictures, i, malgrat no repetir l'èxit de la primera entrega, va ser un èxit comercial, recaptant 331 milions de dòlars, cosa que el convertia en el tercer film més taquiller de l'any.
Aquesta pel·lícula ha estat doblada al català, i va ser emesa per primer cop a Televisió de Catalunya l'1 de gener de 1997.

## Argument

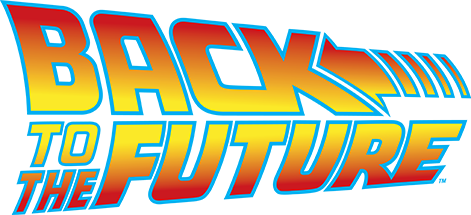
Logotip de Retorn al futur

El 26 d'octubre de 1985, "Doc" Brown (Christopher Lloyd) arriba amb la seva màquina del temps voladora i convenç a en Marty McFly (Michael J. Fox) i a la seva xicota Jennifer Parker (Elizabeth Shue) per tornar al futur amb ell i ajudar a ls seus futurs fills, mentre Biff Tannen (Thomas F. Wilson) els veu marxar. Arriben el 21 d'octubre de 2015, on en Doc hipnotitza electrònicament la Jennifer i la deixa dormint en un carreró, amb el pretext que no conegui els esdeveniments del futur. En Doc demana a en Marty que es faci passar pel seu fill per rebutjar una oferta per participar en un robatori amb Griff, el net de Biff.
En Marty es posa en el lloc del seu futur fill i rebutja l'oferta de Griff, però aquest l'incita a barallar-se. Després d'una persecució Griff i la seva colla s'estavellen contra l'ajuntament i són arrestats, salvant així els futurs fills de Marty. Abans de reunir-se amb en Doc, en Marty compra el Grays Sports Almanac, un llibre que detalla els resultats dels esdeveniments esportius més importants de 1950 a 2000. En Doc descobreix el llibre i l'adverteix perquè no intenti treure'n profit durant els seus viatges en el temps, però abans que se'n puguin desfer, els interromp la policia, que han trobat a la Jennifer desmaiada i la porten a casa seva de 2015. Mentre s'hi dirigeixen, es descobreix que en Griff ha escoltat tota la seva conversa.
Jennifer es desperta a casa seva de 2015 i s'amaga de la família McFly. Escolta com la seva vida futura amb en Marty no és la que ella esperava, a causa de la participació d'aquest en un accident de cotxe. També veu com en Marty és arrossegat cap a un negoci obscur amb el seu company de feina Needles (Flea), que fa que l'acomiadin. Quan s'escapa de la casa, es troba el seu futur jo i totes dues es desmaien. Mentre en Marty i en Doc ajuden la Jennifer, en Biff els roba la màquina del temps i l'utilitza per viatjar de tornada cap a 1955 i donar l'almanac esportiu al seu jo més jove per tal que es faci ric apostant. En Marty, en Doc, i la Jennifer tornen a 1985, sense adonar-se de les accions de Biff.
El 1985 al qual arriben ha canviat radicalment. En Biff s'ha tornat ric i corrupte i ha convertit Hill Valley en una distopia caòtica. George, el pare de Marty, va ser assassinat el 1973 i en Biff obliga a la seva mare, Lorraine (Lea Thompson) a casar-s'hi. A més, en Doc es troba tancat en un hospital psiquiàtric. En Doc i en Marty troben proves del viatge de Biff i dedueixen que va canviar el passat. En Marty s'encara amb en Biff de 1985 que reconeix que va rebre l'almanac el 12 de novembre de 1955 i revela que va ser ell qui va assassinar en George, mentre es prepara per disparar a en Marty. En Doc arriba i deixa en Biff fora de combat, permetent que ell i en Marty fugin cap a 1955.
En Marty segueix d'amagat en Biff de 1955 i veu com el seu antic jo li entrega l'almanac. Després el segueix cap al ball de l'escola, intentant evitar la interrupció dels esdeveniments de la seva anterior visita durant la primera pel·lícula. Quan en Biff se'n va del ball amb l'almanac en Doc i en Marty el persegueixen, li prenen l'almanac i fugen. En Marty crema el llibre, desfent així els canvis d'en Biff a la història. Abans que puguin tornar al futur, però, un llamp impacta a la màquina del temps. En aquest moment, un missatger de la Western Union arriba i lliura a en Marty una carta de 70 anys, d'en Doc indicant que va ser enviat al passat, a 1885 a causa de la caiguda del llamp. En Marty se'n torna corrent a la ciutat per trobar-se amb el Doc de 1955 que, uns segons abans, ha ajudat a en Marty a tornar del seu primer viatge en el temps. Aquest, commocionat per la sobtada reaparició del seu amic es desmaia.
L'argument es reprèn a la tercera entrega de la trilogia, Back to the Future Part III.

## Tecnologia inspirada en Retorn al futur 2
El cinema té una gran influència dins de la realitat i, més concretament, dins de la tecnologia, donant lloc a la creació de tecnologia inspirada en pel·lícules. Una clara mostra d'això esdevé la pel·lícula Retorn al futuro 2, pel·lícula que presentava una tecnologia futurista per l'època que, finalment, al llarg dels anys ha acabat creant-se, deixant de ser ciència-ficció per convertir-se en tecnologia real.
Tot i que les tres pel·lícules que constitueixen la trilogia "Back to the Future" van tenir una importància fonamental dins de la història del cinema, adquirint un gran èxit i una gran influència, Retorn al futur 2 és l'única que tracta la temàtica futurista i, en conseqüència, la que ha tingut una gran influència a nivell tecnològic dins de la societat actual.

### Publicitat 3D
A la pel·lícula Back to the future II es planteja la idea de l'existència de publicitat en 3D. La pel·lícula, estrenada l'any 1989, presenta com un fet de ciència-ficció, una escena en la qual es reprodueix publicitat 3D sobre un tauró que Marty McFly veu com està a punt de mossegar-li fins que s'adona que no és real.
Actualment, tot i que la publicitat 3D al nivell que apareix a la pel·lícula no existeixi, una empresa anomenada TriLite Technologies està treballant en un projecte que compleix amb l'objectiu de fer possible la visualització de publicitat i pel·lícules en tres dimensions sense necessitat d'utilitzar ulleres.

#### Funcionament del projecte impulsat per TriLite Technologies
Per tal d'aconseguir fer possible la visualització en tres dimensions de publicitat i pel·lícules sense necessitat d'ulleres, TriLite Technologies ha impulsat la creació d'un sistema de lents i miralls amb projecció làser que envia imatges diferents a cada ull, però a la vegada aquestes imatges funcionen de tal manera que provoquen que el nostre cervell crei una imatge en tres dimensions, és a dir, imatges diferents que a la vegada són complementàries i provoquen en el cervell una reacció que fa que siguin percebudes com a imatges en tres dimensions.

### Desbloqueig amb empremta digital
Un dels invents tecnològics que més impacte han tingut i que va aparèixer dins d'aquesta pel·lícula com una invenció totalment fictícia va ser el desbloqueig amb empremta digital.
El desbloqueig amb empremta digital es va començar a popularitzar amb la sortida del IPhone 5s l'any 2013, que presentava aquesta opció de mesura de seguretat. A partir d'aquest moment, diverses marques han incorporat el desbloqueig amb empremta digital. És un clar exemple de la incorporació a la realitat de tecnologia que el cinema va presentar en un primer moment com una idea fictícia per mostrar una idea d'hipotètica realitat futurista.

### Google Glass
A la pel·lícula Back to the future II, Marty McFly (el protagonista) porta unes ulleres amb les quals pot parlar per telèfon. En aquest cas, l'adaptació d'aquestes ulleres fictícies a la realitat ha presentat no només les opcions que es veien a la pel·lícula sinó moltes més.
Les ulleres que apareixen a la pel·lícula Back to the future II van ser desenvolupades per Google i no només ofereixen l'opció d'agafar trucades sinó que funcionen com un ordinador portàtil i reben el nom de Google Glass.
Google Glass permet l'accés a Internet i ofereix l'opció de funcionar a través d'ordres de veu.

#### Funcionament de les ulleres Google Glass
Google Glass esdevenen unes ulleres de realitat augmentada que disposen d'una pantalla HMD posicionada justament davant dels ulls i permet veure-ho tot com si es tractés d'una pantalla d'ordinador.
El sistema operatiu és Android.
Les opcions que ofereix Google Glass són les següents:
- Càmera: Ofereix la possibilitat de fer fotos amb una resolució de 5 Mpx i pot gravar vídeos a 720 p.
- Touchpad: Al costat dret disposa d'una part tàctil que fa possible que l'usuari pugui manipular l'aparell mitjançant les mans (tot i que també presenta l'opció de control mitjançant veu).
- Comandament de veu: A més de ser controlat mitjançan les mans, també ofereix l'opció de ser controlat mitjançant un comandament de veu que permet la selecció d'opcions de Google Glass a través de la veu.

## Repartiment
- Michael J. Fox: Marty McFly

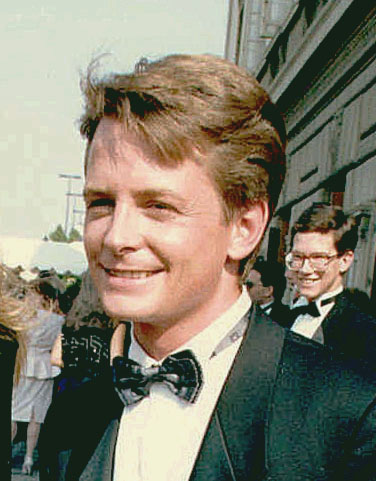
Michael J. Fox (imatge de 1988) intepreta a Marty McFly

- Christopher Lloyd: Dr. Emmett "Doc" Brown
- Thomas F. Wilson: Biff Tannen i Griff Tannen
- Lea Thompson: Lorraine Baines-McFly
- Elisabeth Shue: Jennifer Parker
- James Tolkan: Mr. Strickland
- Jeffrey Weissman: George McFly
- Flea: Douglas J. Needles
- Crispin Glover: George McFly

## Premis i nominacions

### Premis
- 1990: BAFTA als millors efectes visuals per Ken Ralston
- 1990: Premi Saturn als millors efectes especials
- 1990: Kid's Choice Awards per a Michael J. Fox com a millor actor i per a Lea Thompson com a millor actriu

### Nominacions
- 1990: Oscar als millors efectes visuals per Ken Ralston, Michael Lantieri, John Bell i Steve Gawley

## Llegat
La pel·lícula conservà certa popularitat al llarg de les següents dècades i experimentà un retorn a l'actualitat especialment durant l'any 2015, data que visiten els protagonistes del film. La repercussió se centrà a veure fins a quin punt el futur que s'havien imaginat els guionistes s'havia fet realitat, i en la possibilitat tècnica de recrear alguns dels invents que apareixen al film, com les vambes autoajustables o el patinet volador.